# Pheidologeton diversus
Pheidologeton diversus és una espècie de formiga de la subfamília dels mirmicins (Myrmicinae) que està distribuïda a Àsia.

## Descripció

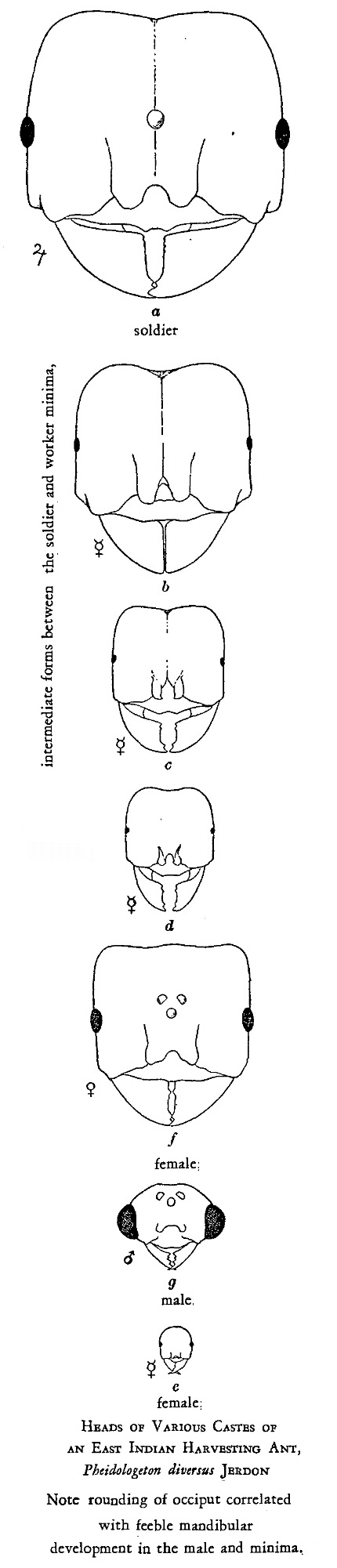
Variació al·lomètrica d'aquesta formiga

P. diversus és un insecte eusocial i els seus individus presenten variacions per a realitzar les seves tasques socials. El pes sec de les obreres més grosses potser 500 vegades superior al de les obreres més petites.

## Subespècies
S'han descrit les següents subespècies, algunes d'elles es mantenen en terraris:
- Pheidologeton diversus diversus (Jerdon, 1851)
- Pheidologeton diversus draco (Santschi, 1920)
- Pheidologeton diversus fictus (Forel, 1911)
- Pheidologeton diversus laotinus (Santschi, 1920)
- Pheidologeton diversus macgregori (Wheeler, 1929)
- Pheidologeton diversus philippinus (Wheeler, 1929)
- Pheidologeton diversus standfussi (Forel, 1911)
- Pheidologeton diversus taprobanae (Smith, 1858)
- Pheidologeton diversus tenuirugosus (Wheeler, 1929)
- Pheidologeton diversus williamsi (Wheeler, 1929)